# Teinomastyx goliathina
Teinomastyx goliathina là một loài bướm đêm thuộc phân họ Arctiinae, họ Erebidae.